# 弗拉纳茨

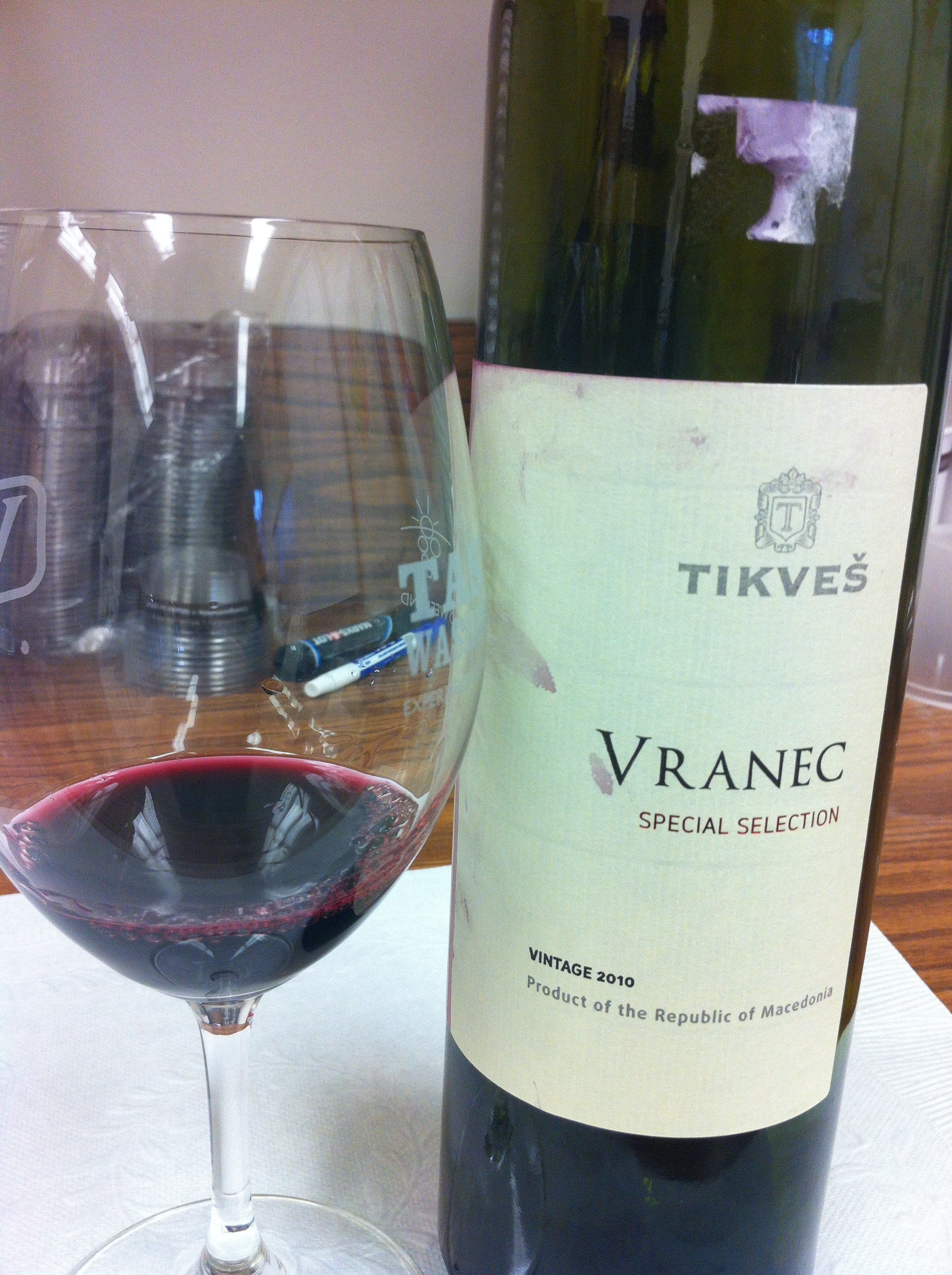
来自北马其顿的弗拉纳茨

弗拉纳茨（Vranac）是巴尔干半岛西南部蒙特內哥羅、北馬其頓、達爾馬提亞（克罗地亚）、赫塞哥維納、科索沃和塞尔维亚等國家和地區種植的葡萄品种以及生產的红葡萄酒。自1977年以来，它被列为蒙特內哥羅的原产地地理标志。弗拉纳茨最大的生产商是位于蒙特內哥羅首都波德戈里察的Plantaže，在波德戈里察附近的Ćemovsko polje面積達2300公顷葡萄园中，约有三分之二的面積种植了弗拉纳茨。其他的生产商還有北马其顿的Tikveš plain和Stobi。